# Катастрофа Ан-24 под Щецином
Катастрофа Ан-24 под Щецином — авиационная катастрофа военного самолёта Ан-24Б правительственного авиаполка польских ВВС, произошедшая в среду 28 февраля 1973 года в районе Щецина. В катастрофе погибли 18 человек, в том числе сотрудники польского и чехословацкого министерств.

## Самолёт
Ан-24Б с заводским номером 97305702 и серийным 057-02 был выпущен Киевским авиационным заводом в 1969 году, после чего передан в Польскую Народную Республику, где он получил бортовой номер 012 и к 24 декабря поступил в 36-й cпециальный транспортный авиационный полк Польских воздушных сил (базировался в варшавском аэропорту Окенче).

## Экипаж
Экипаж самолёта состоял из пяти человек:
- Командир корабля — 43-летний майор Эдвард Едынак (пол. Edward Jedynak)
- Второй пилот — 34-летний капитан Казимеж Марчак (пол. Kazimierz Marczak)
- Штурман — 39-летний капитан Даниель Стерна (пол. Daniel Sterna)
- Бортинженер — 48-летний капитан Януш Глувка (пол. Janusz Główka)
- Бортрадист — 44-летний старший сержант Тадеуш Блазейчик (пол. Tadeusz Błazejczyk)

## Пассажиры
Польская делегация
- Веслав Очепка (пол. Wiesław Ociepka) — министр внутренних дел
- Сотрудники Министерства внутренних дел:
  - Полковник Чеслав Карский (пол. Czesław Karski)
  - Полковник Веслав Зайда (пол. Wiesław Zajda)
  - Майор Влодзимеж Стшелецкий (пол. Włodzimierz Strzelecki)
- Сотрудники Бюро охраны правительства:
  - Майор Мечислав Шумовски (пол. Mieczysław Szumowski)
  - Подполковник Влодзимеж Андрей Вулкевич (пол. Włodzimierz Andrzej Wulkiewicz)
  - Прапорщик (по другим данным — сержант) Миколай Стефан Томала (пол. Mikołaj Stefan Tomala)

Чехословацкая делегация
- Михал Кудзей[чеш.] (чеш. Michal Kudzej) — начальник Государственного управления Центрального Комитета Коммунистической партии Чехословакии
- Радко Каска[чеш.] (чеш. Radko Kaska) — министр внутренних дел
- Сотрудники Министерства внутренних дел:
  - Полковник Ярослав Клима (чеш. Jaroslav Klíma)
  - Полковник Ладислав Гужвик (чеш. Ladislav Hužvík)
  - Майор доктор Ольга Мерунова (чеш. Olga Merunová)
  - Подпрапорщик Антонин Дуфек (чеш. Antonín Dufek)

## Катастрофа
Утром данного дня в Варшаву из Праги прибыла чехословацкая правительственная делегация. После торжественного приёма чешские представители вечером намеревались сесть на поезд, чтобы утром прибыть в Щецин и посетить там Щецинский морской порт, который фактически являлся перевалочным пунктом товаров из Чехословакии (доставлялись в порт поездами) в западную Европу. Но затем вместо поезда было решено отправиться в Щецин на самолёте, чтобы прибыть туда в тот же день. Для полёта был взят Ан-24 борт 012 правительственного авиаотряда, на который также сели и сотрудники польских министерств. Вечером самолёт с 13 пассажирами и 5 членами экипажа на борту вылетел из Варшавы.
Полёт проходил без отклонений и примерно в 22:45 экипаж начал снижение для захода на посадку в аэропорту Щецина. В процессе снижения лайнер влетел в облака, но радиолокационное оборудование в аэропорту работало исправно и диспетчер своевременно передавал экипажу указания по сохранению траектории. Затем неожиданно в 22:52 связь с экипажем пропала, причём никаких сообщений с борта об отказах не поступало. В двух с лишним километрах от аэропорта, пролетая над холмом, Ан-24 зацепил верхушки сосен, после чего, промчавшись сквозь деревья, врезался в землю в 2,2 километра от полосы, полностью разрушился и сгорел. Все 18 человек на борту погибли.

## Причины
Для расследования причин происшествия была собрана польско-чешская комиссия, которую возглавил генеральный прокурор ПНР полковник Казимир Липински (пол. Kazimierz Lipiński). Так как на борту находились министры внутренних дел сразу двух стран, то высказывались версии о теракте. Однако результаты проверок показали, что до столкновения с землей структурная целостность самолёта не была нарушена, а всё оборудование работало исправно. Было также установлено, что перед посадкой самолёт вошёл в слой облачности, который в свою очередь стал результатом столкновения тёплого и холодного фронтов. Но при этом экипаж борта 012 был достаточно опытным и не раз летал в плохих погодных условиях, в том числе и ночью. К тому же за самолётом по радиолокатору следил диспетчер аэропорта.
30 апреля 1973 года следственная комиссия завершила расследование и в тот же день прокурор Липински объявил, что причиной катастрофы стало сочетание нескольких погодных факторов. В слое облаков наблюдалось обледенение, что привело к отложению льда на поверхностях крыла и оперения. Точно неизвестно, включал ли экипаж противообледенительную систему, но даже в случае её включения всё равно на крыле мог образоваться небольшой слой льда, что уже ухудшало лётные характеристики самолёта. Но помимо слоя облаков, столкновение фронтов породило ещё одно опасное погодное явление — сильную турбулентность. Согласно мнению комиссии, в процессе снижения Ан-24 попал в мощный нисходящий воздушный поток, что привело к потере высоты. Экипаж попытался исправить ситуацию, но ухудшившиеся из-за обледенения лётные характеристики машины не позволили им быстро это сделать. Также роковым фактором стало то, что самолёт в это время находился над холмами, которые возвышались относительно уровня аэродрома. Фактическая высота над землёй составляла всего 25 метров, когда борт 012 своей хвостовой частью врезался в сосну, потерял скорость и в 220 метрах от точки первого удара о деревья врезался в землю.